# Championnat d'Angleterre de rugby à XV 2009-2010
Navigation
Guinness Premiership 2008-2009 Guinness Premiership 2010-2011
Le Championnat d'Angleterre de rugby à XV, qui porte le nom Guinness Premiership de son sponsor du moment, oppose pour la saison 2009-2010 les douze meilleures équipes anglaises de rugby à XV.
Le championnat débute le 4 septembre 2009 pour s'achever par une finale prévue le 29 mai 2010 au stade de Twickenham. Une première phase de classement voit s'affronter toutes les équipes en matchs aller et retour. À la fin de cette phase régulière, les quatre premières équipes sont qualifiées pour les demi-finales et la dernière du classement est rétrogradée en National Division One. La saison se termine sur une phase de playoff avec des demi-finales et une finale pour l'attribution du titre. Cette saison, les Leeds Carnegie font leur retour au sein de l'élite et remplacent le club de Bristol Rugby qui a été relégué en Guinness Championship.
Les Leicester Tigers conservent leur titre en battant 33-27 les Saracens lors de la finale. Alors que les Londoniens mènent 27-26 à cinq minutes de la fin, Daniel Hipkiss offre la victoire à ses coéquipiers en marquant un essai en fin de rencontre. Les Worcester Warriors sont relégués en seconde division.

## Liste des équipes en compétition
| - Bath Rugby - Gloucester Rugby - Harlequins - Leeds Carnegie | - Leicester Tigers - London Irish - London Wasps - Newcastle Falcons | - Northampton Saints - Sale Sharks - Saracens - Worcester |

| Bath Gloucester Harlequins Leeds Leicester London · Irish Wasps Newcastle Northampton Sale Saracens Worcester |

## Résumé des résultats

### Classement de la phase régulière
| Rang | Club                 | J  | V  | N | D  | Bo | Bd | Pm  | Pe  | Diff | Pts |
| ---- | -------------------- | -- | -- | - | -- | -- | -- | --- | --- | ---- | --- |
| 1    | Leicester Tigers (T) | 22 | 15 | 1 | 6  | 7  | 4  | 541 | 325 | +216 | 73  |
| 2    | Northampton Saints   | 22 | 16 | 0 | 6  | 2  | 5  | 472 | 322 | +150 | 71  |
| 3    | Saracens             | 22 | 15 | 1 | 6  | 2  | 5  | 480 | 367 | +113 | 69  |
| 4    | Bath Rugby           | 22 | 12 | 2 | 8  | 5  | 4  | 450 | 366 | +84  | 61  |
| 5    | Wasps RFC            | 22 | 13 | 0 | 9  | 2  | 3  | 394 | 399 | -5   | 57  |
| 6    | London Irish         | 22 | 10 | 3 | 9  | 3  | 3  | 469 | 384 | +85  | 52  |
| 7    | Gloucester Rugby     | 22 | 10 | 1 | 11 | 2  | 4  | 470 | 457 | +13  | 48  |
| 8    | Harlequins           | 22 | 9  | 2 | 11 | 3  | 3  | 420 | 484 | -64  | 46  |
| 9    | Newcastle Falcons    | 22 | 6  | 4 | 12 | 1  | 4  | 319 | 431 | -112 | 37  |
| 10   | Leeds Carnegie (P)   | 22 | 7  | 1 | 14 | 0  | 6  | 283 | 493 | -210 | 36  |
| 11   | Sale Sharks          | 22 | 6  | 1 | 15 | 0  | 6  | 333 | 495 | -162 | 32  |
| 12   | Worcester Warriors   | 22 | 3  | 4 | 15 | 0  | 8  | 312 | 420 | -108 | 28  |

|  | Qualifiés pour la phase finale et la coupe d'Europe 2010-11 (no 1, no 2, no 3, no 4). |
|  | Qualifié pour la coupe d'Europe 2010-2011 (no 5). |
|  | Qualifié pour la coupe d'Europe 2010-11 (no 6) car Northampton est déjà qualifié pour la compétition européenne en tant que vainqueur de la coupe anglo-galloise 2009-10                                                         |
|  | Relégué en Guinness Championship pour la saison 2010-2011 (no 12). |
|  | T : Tenant du titre 2009 • P : Promu 2009 V : Victoires • N : Matchs Nuls • D : Défaites • BO : Bonus Offensif • BD : Bonus Défensif • PP : Points Pour (marqués) • PC : Points Contre (encaissés) • Diff : Différence de points |

Attribution des points : victoire sur tapis vert : 5, victoire : 4, match nul : 2, défaite : 0, forfait : -2 ; plus les bonus (offensif : 4 essais marqués ; défensif : défaite par 7 points d'écart maximum).
Règles de classement : 1. Nombre de victoires ; 2.différence de points ; 3. nombre de points marqués ; 4. points marqués dans les matchs entre équipes concernées ; 5. Nombre de victoires en excluant la 1re journée, puis la 2de journée, et ainsi de suite.

### Phase finale
Les quatre premiers de la phase régulière sont qualifiés pour les demi-finales. L'équipe classée première affronte à domicile celle classée quatrième alors que la seconde reçoit la troisième.
|  | Demi-finales                                   | Demi-finales                                   |                      |    | Finale                                      | Finale                                      |
|  | Demi-finales                                   | Demi-finales                                   |                      |    | Finale                                      | Finale                                      |
|  |                                                |                                                |                      |    |                                             |                                             |
|  | 16 mai 2010 au Welford Road Stadium, Leicester | 16 mai 2010 au Welford Road Stadium, Leicester |                      |    | 29 mai 2010 au stade de Twickenham, Londres | 29 mai 2010 au stade de Twickenham, Londres |
|  | 16 mai 2010 au Welford Road Stadium, Leicester | 16 mai 2010 au Welford Road Stadium, Leicester |                      |    | 29 mai 2010 au stade de Twickenham, Londres | 29 mai 2010 au stade de Twickenham, Londres |
|  | [1] Leicester Tigers                           | 15                                             |                      |    | 29 mai 2010 au stade de Twickenham, Londres | 29 mai 2010 au stade de Twickenham, Londres |
|  | [1] Leicester Tigers                           | 15                                             |                      |    | 29 mai 2010 au stade de Twickenham, Londres | 29 mai 2010 au stade de Twickenham, Londres |
|  | [4] Bath Rugby                                 | 6                                              |                      |    | 29 mai 2010 au stade de Twickenham, Londres | 29 mai 2010 au stade de Twickenham, Londres |
|  | [4] Bath Rugby                                 | 6                                              | [1] Leicester Tigers | 33 |                                             |                                             |
|  | 16 mai 2010 au Franklin's Gardens, Northampton |                                                | [1] Leicester Tigers | 33 |                                             |                                             |
|  |                                                | [3] Saracens                                   | 27                   |    |                                             |                                             |
|  | [2] Northampton Saints                         | [3] Saracens                                   | 27                   | 19 |                                             |                                             |
|  | [2] Northampton Saints                         |                                                |                      | 19 |                                             |                                             |
|  | [3] Saracens                                   | 21                                             |                      |    |                                             |                                             |
|  | [3] Saracens                                   | 21                                             |                      |    |                                             |                                             |

## Résultats détaillés

### Résultats des matches de la phase régulière

#### Tableau synthétique des résultats
L'équipe qui reçoit est indiquée dans la colonne de gauche.
| Clubs              | BAT   | GLO   | HAR   | LEE   | LEI   | LOI   | LOW   | NEW   | NOR   | SAL   | SAR   | WOR   |
| ------------------ | ----- | ----- | ----- | ----- | ----- | ----- | ----- | ----- | ----- | ----- | ----- | ----- |
| Bath Rugby         |       | 24-8  | 24-13 | 39-3  | 20-20 | 0-16  | 15-17 | 16-27 | 21-20 | 34-15 | 11-12 | 37-13 |
| Gloucester Rugby   | 24-5  |       | 46-6  | 19-0  | 12-9  | 34-20 | 6-35  | 25-13 | 14-27 | 47-3  | 29-28 | 13-13 |
| Harlequins         | 13-11 | 35-29 |       | 46-11 | 9-15  | 9-9   | 20-21 | 23-14 | 13-6  | 35-20 | 9-22  | 14-11 |
| Leeds Carnegie     | 15-20 | 10-26 | 27-30 |       | 9-14  | 7-56  | 26-10 | 9-9   | 7-14  | 17-24 | 19-12 | 12-10 |
| Leicester Tigers   | 43-20 | 33-11 | 40-22 | 39-6  |       | 35-19 | 34-8  | 15-6  | 29-15 | 32-6  | 23-32 | 19-14 |
| London Irish       | 22-35 | 40-10 | 29-14 | 13-23 | 18-12 |       | 28-16 | 11-15 | 7-31  | 38-0  | 23-19 | 16-16 |
| London Wasps       | 19-35 | 24-19 | 26-15 | 9-15  | 24-22 | 33-22 |       | 6-12  | 20-15 | 22-16 | 9-0   | 23-3  |
| Newcastle Falcons  | 13-17 | 25-13 | 17-17 | 15-16 | 7-31  | 12-12 | 21-25 |       | 8-28  | 16-16 | 15-22 | 14-3  |
| Northampton Saints | 15-13 | 38-23 | 26-17 | 30-10 | 19-3  | 24-22 | 14-9  | 25-13 |       | 21-16 | 27-28 | 20-17 |
| Sale Sharks        | 12-25 | 28-23 | 21-16 | 10-19 | 15-12 | 8-11  | 19-8  | 20-32 | 7-15  |       | 19-30 | 17-3  |
| Saracens           | 14-16 | 19-16 | 37-18 | 21-15 | 15-22 | 18-14 | 22-6  | 58-15 | 19-16 | 15-13 |       | 25-20 |
| Worcester Warriors | 12-12 | 22-23 | 22-26 | 27-7  | 18-39 | 13-23 | 20-24 | 13-0  | 6-26  | 24-18 | 12-12 |       |

|  | Victoire à domicile |  | Match nul |  | Défaite à domicile |

#### Détail des résultats
Les points marqués par chaque équipe sont inscrits dans les colonnes centrales (3-4) alors que les essais marqués sont donnés dans les colonnes latérales (1-6). Les points de bonus sont symbolisés par une bordure bleue pour les bonus offensifs (quatre essais ou plus marqués), orange pour les bonus défensifs (défaite avec au plus sept points d'écart), rouge si les deux bonus sont cumulés.

### Phase finale

#### Demi-finales
| 16 mai 2010 13:30 WET | Northampton Saints                                                             | 19 - 21 (8 - 7) | Saracens                                                                                       | Franklin's Gardens, Northampton 13 541 spectateurs Arbitre : Wayne Barnes |
| 16 mai 2010 13:30 WET | Essai(s) : Tonga'uiha (40e), Mujati (56e) Pénalité(s) : Myler 3 (6e, 41e, 51e) |                 | Essai(s) : Goode (15e), Wyles (47e), Brits (76e) Transformation(s) : Jackson 3 (15e, 49e, 76e) | Franklin's Gardens, Northampton 13 541 spectateurs Arbitre : Wayne Barnes |
| 16 mai 2010 13:30 WET |                                                                                |                 |                                                                                                | Franklin's Gardens, Northampton 13 541 spectateurs Arbitre : Wayne Barnes |

| 16 mai 2010 16:00 WET | Leicester Tigers                                | 15 - 9 (6 - 6) | Bath Rugby                         | Welford Road Stadium, Leicester 21 575 spectateurs Arbitre : Chris White |
| 16 mai 2010 16:00 WET | Pénalité(s) : Flood 5 (22e, 36e, 59e, 63e, 72e) |                | Pénalité(s) : Barkley 2 (11e, 20e) | Welford Road Stadium, Leicester 21 575 spectateurs Arbitre : Chris White |
| 16 mai 2010 16:00 WET |                                                 |                |                                    | Welford Road Stadium, Leicester 21 575 spectateurs Arbitre : Chris White |

#### Finale
| 29 octobre 2010 | Leicester Tigers | 33 - 27 (20-14) | Saracens | Stade de Twickenham, Twickenham 81 000 spectateurs Arbitre : Dave Pearson |
| 29 octobre 2010 | Essai(s) : 3 Smith (13e), Youngs (27e), Hipkiss (76e) Transformation(s) : 3 Flood (13e, 28e, 77e) Pénalité(s) : 4 Flood (3e, 19e, 47e, 57e) |                 | Essai(s) : 2 Joubert (17e, 49e) Transformation(s) : 1 Jackson (50e) Pénalité(s) : 5 Farrell (2e, 9e, 25e, 70e, 75e) | Stade de Twickenham, Twickenham 81 000 spectateurs Arbitre : Dave Pearson |
| 29 octobre 2010 | |                 | | Stade de Twickenham, Twickenham 81 000 spectateurs Arbitre : Dave Pearson |

## Statistiques

### Meilleurs réalisateurs

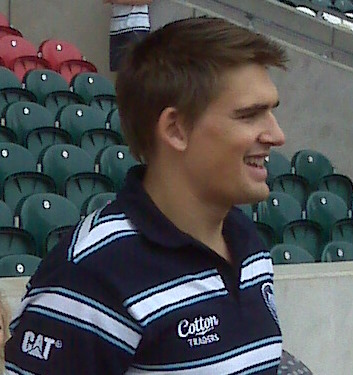
Toby Flood (Leicester)
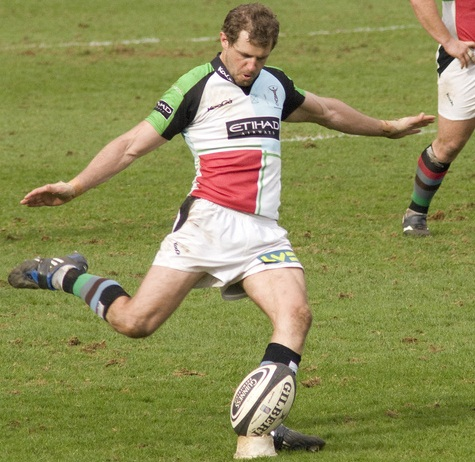
Nick Evans (Harlequins)
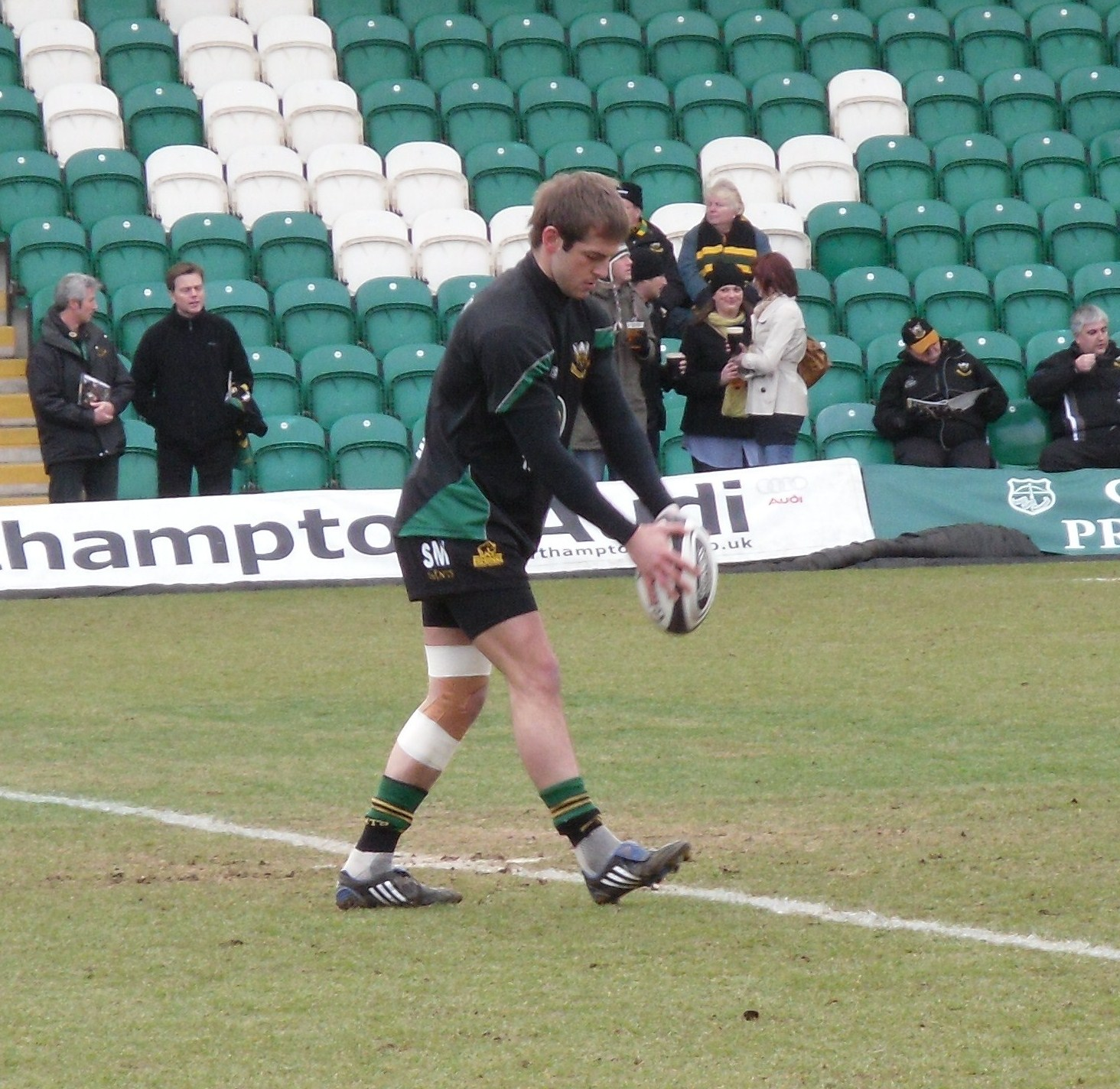
Stephen Myler (Northampton)

| Rang | Joueur          | Club               | Points | Essais | Transf. | Pén. | Drops |
| ---- | --------------- | ------------------ | ------ | ------ | ------- | ---- | ----- |
| 1    | Jimmy Gopperth  | Newcastle Falcons  | 219    | 2      | 13      | 60   | 1     |
| 2    | Toby Flood      | Leicester Tigers   | 216    | 3      | 33      | 45   | 0     |
| 3    | Nicky Robinson  | Gloucester Rugby   | 198    | 3      | 24      | 43   | 2     |
| 4    | Willie Walker   | Worcester Warriors | 187    | 1      | 13      | 49   | 3     |
| 5    | Glen Jackson    | Saracens           | 178    | 1      | 25      | 39   | 2     |
| 6    | Nick Evans      | Harlequins         | 175    | 3      | 23      | 38   | 0     |
| 7    | Charlie Hodgson | Sale Sharks        | 149    | 0      | 13      | 36   | 5     |
| -    | Ceiron Thomas   | Leeds Carnegie     | 149    | 1      | 9       | 40   | 2     |
| 9    | Stephen Myler   | Northampton Saints | 145    | 0      | 14      | 38   | 1     |
| 10   | Ryan Lamb       | London Irish       | 143    | 1      | 15      | 34   | 2     |

### Meilleurs marqueurs

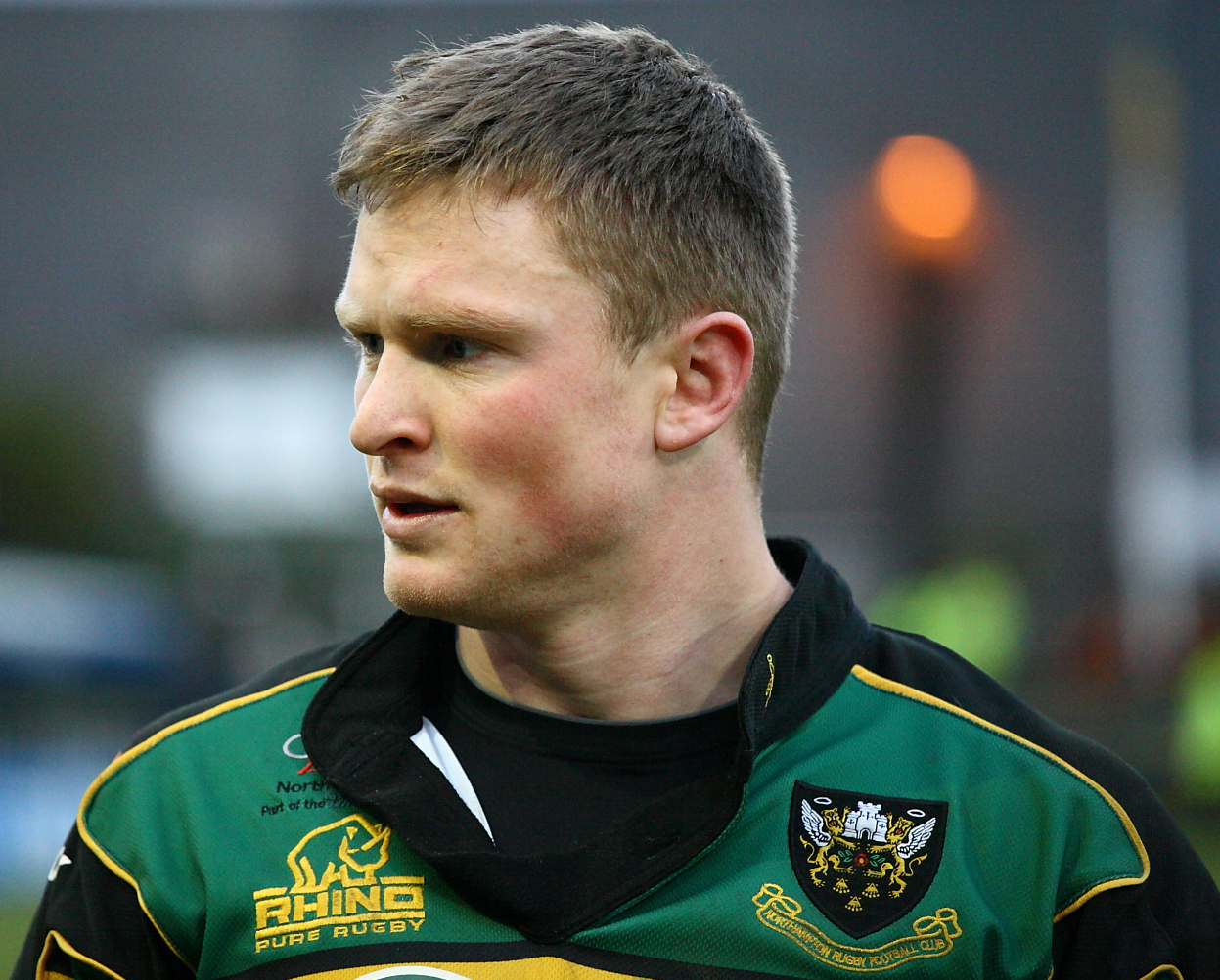
Chris Ashton (Northampton)
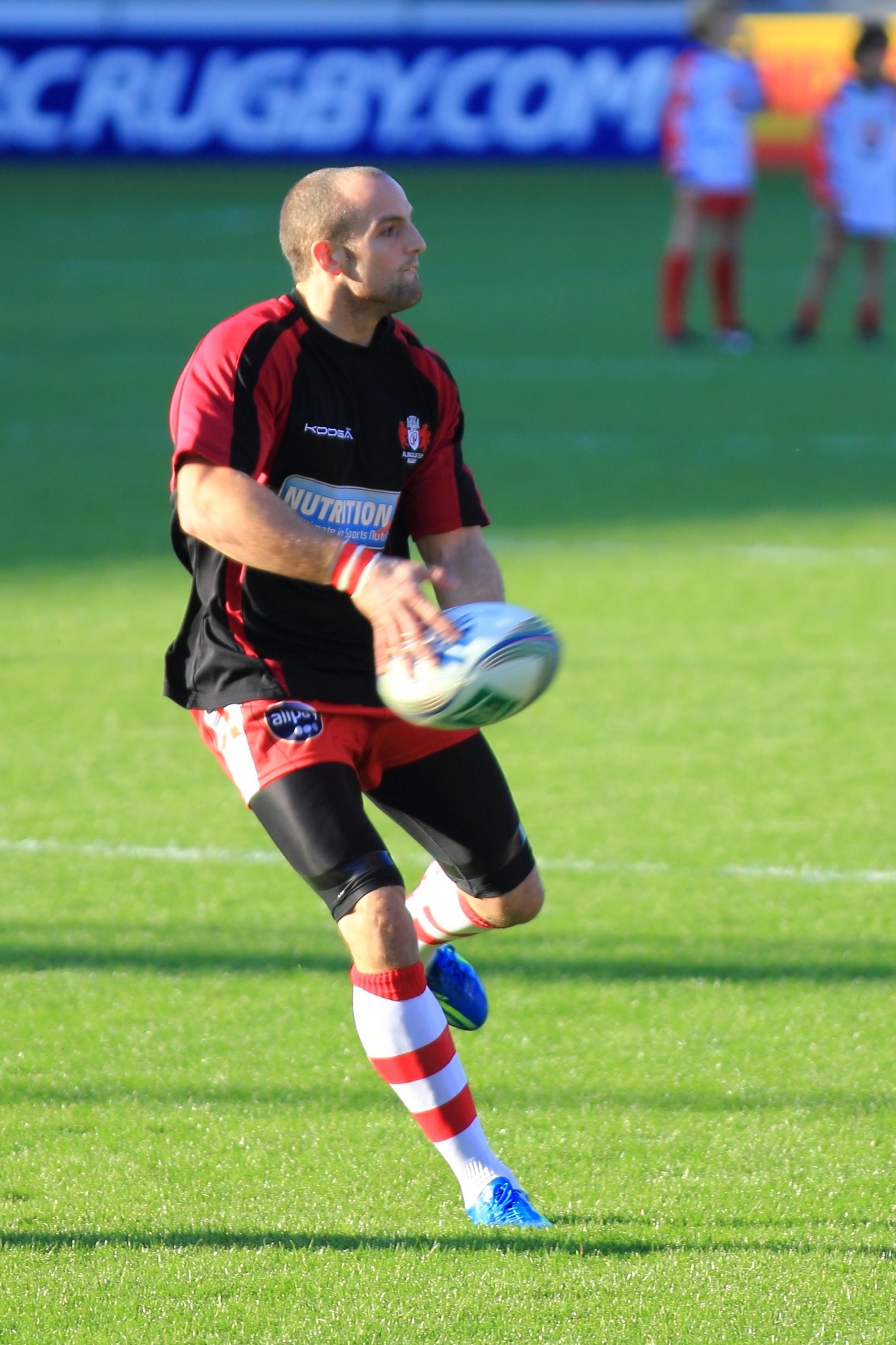
Charlie Sharples (Gloucester)

| Rang | Joueur               | Club               | Essais |
| ---- | -------------------- | ------------------ | ------ |
| 1    | Chris Ashton         | Northampton Saints | 16     |
| 2    | Joe Maddock          | Bath Rugby         | 11     |
| 3    | Matt Banahan         | Bath Rugby         | 10     |
| 4    | Steffon Armitage     | London Irish       | 8      |
| -    | James Simpson-Daniel | Gloucester Rugby   | 8      |
| 6    | Schalk Brits         | Saracens           | 7      |
| -    | George Lowe          | Harlequins         | 7      |
| -    | Charlie Sharples     | Gloucester Rugby   | 7      |
| 9    | Jon Clarke           | Northampton Saints | 6      |
| -    | Ernst Joubert        | Saracens           | 6      |
| -    | Sailosi Tagicakibau  | London Irish       | 6      |
| -    | Tom Varndell         | London Wasps       | 6      |